# Charles Frederick Des Voeux
Charles Frederick Des Voeux, né en 1825 et mort après le 28 mai 1847 dans l'Arctique, est un officier de marine britannique.

## Biographie

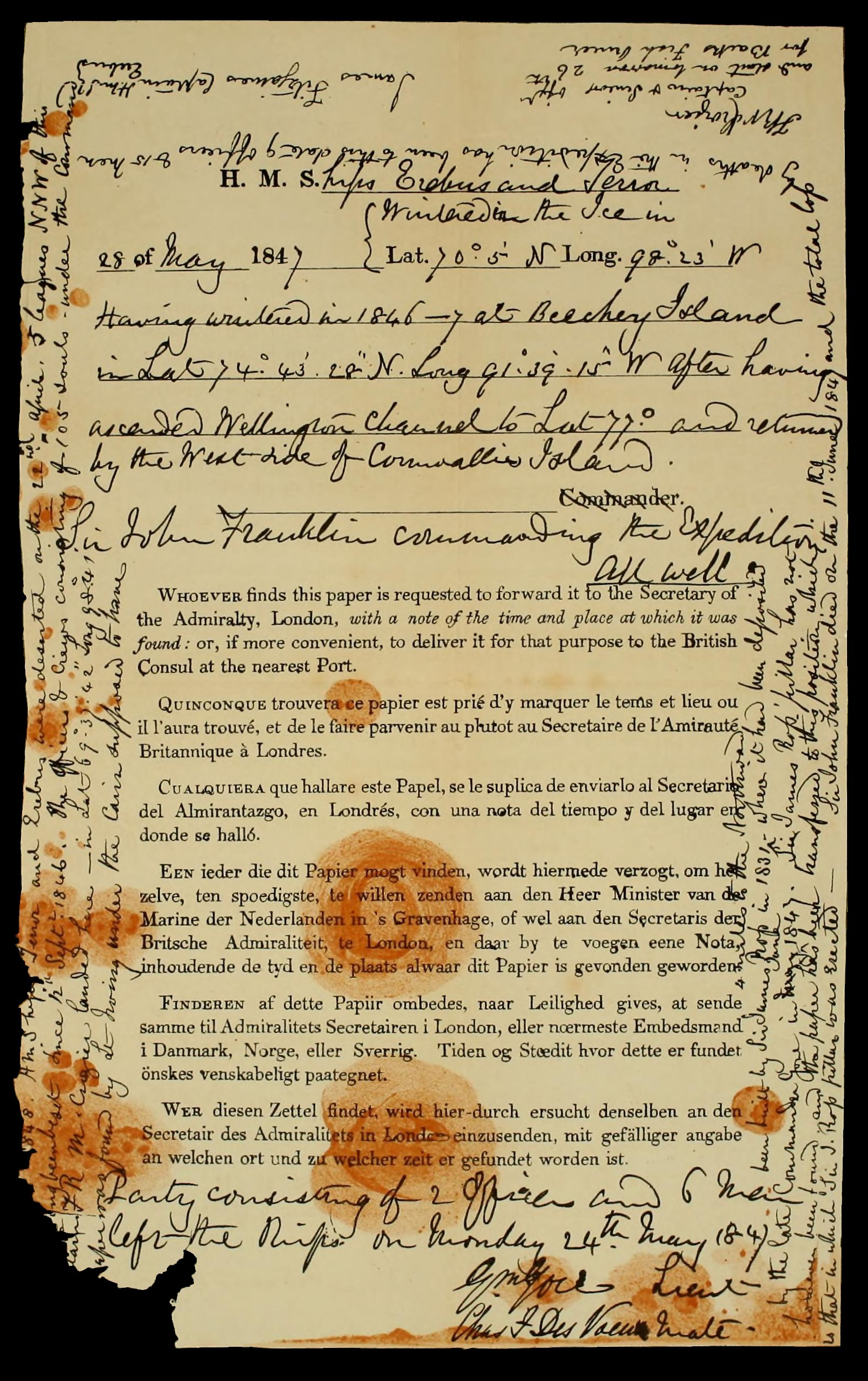
La note détaillant la tragédie de l'expédition Franklin, trouvée par Hobson de l'expédition McClintock en mai 1859 dans un cairn sur l'île du Roi-Guillaume.

Fils d'Henry Des Voeux (1791-1857), Charles Des Voeux rentre dans la Navy le 1er mai 1844 et s'engage sur l'Erebus alors commandé par James Fitzjames le 4 mars 1845. Lieutenant (9 novembre 1846), un des maîtres d'équipage de l' Erebus dans l'Expédition Franklin (1847), il est célèbre pour avoir laissé avec Graham Gore la dernière trace connue de l'expédition, un message sous un cairn, daté du 28 mai 1847, signalant que tout allait bien, message retrouvé sur l'île du Roi-Guillaume par William Robert Hobson de l'expédition de Francis Leopold McClintock en mai 1859. Le message indiquait que les navires étaient bloqués dans les glaces depuis le 12 septembre 1846 pour le second hivernage. Mais, toujours bloqué le 22 avril 1848, ils avaient été abandonné. John Franklin était alors mort depuis le 11 juin 1847 et à la date du 22 avril 1848, c'étaient déjà neuf officiers et quinze hommes qui avaient trouvé la mort. Cent-cinq survivants commandés par Francis Crozier avaient alors pris la route.
« 28th of May, 1847. H.M. ships Erebus and Terror wintered in the ice in lat. 70° 05′ N., long. 98° 23′ W.
Having wintered in 1846–47 [sic; it was actually the winter of ’45–46] at Beechey Island, in lat. 74° 43′ 28′′ N., long. 91° 39′ 15′′ W., after having ascended Wellington Channel to lat. 77°, and returned by the west side of Cornwallis Island. Sir John Franklin commanding the expedition. All well. Party consisting of 2 officers and 6 men left the ships on Monday, 24th May, 1847.
Gm. Gore, Lieut.
Chas. F. Des Voeux, Mate. »

## Postérité
- Jules Verne le mentionne dans son roman Les Aventures du capitaine Hatteras (partie 1, chapitre XVII)[4].
- L'Île Des Voeux (en) dans le Nunavut a été nommée en son honneur.
- Son rôle est joué par Sebastian Armesto dans la série télévisée The Terror en 2018-2019[5].
- Un fragment de chemise lui ayant appartenu est conservé au National Maritime Museum[6].